# Cub (Data Warehouse)
Un cub este o mulțime de date organizate și structurate într-un aranjament ierarhic și multidimensional. Spre diferență de baze de date relaționale, cubul OLAP este un model logic multidimensional, care poate avea numeroase dimensiuni și niveluri de date. În mod uzual, un cub este derivat dintr-o submulțime a unui depozit de date (Data Warehouse). 

## Structura unui cub
Datele dintr-un cub sunt organizate într-un aranjament ierarhic, în dimensiuni și măsuri. 
Dimensiunile grupează datele după categorii naturale (de exemplu, Timp, Produse, Organizație). Dimensiunile pot avea diferite niveluri de grupare (de exemplu, dimensiunea Timp oferă nivelurile Ani, Luni, Zile, etc.). Nivelurile sunt organizate in una sau mai multe ierarhii, de obicei pornind de la nivelul cel mai putin rafinat (de exemplu, An) , catre nivelul cel mai detaliat (de exemplu, Zi). Valorile individuale (2006 sau 26Ian2006) sunt denumite membri.
Măsurile reprezintă valori ce sunt sumarizate și analizate. Exemple de măsuri pot fi totalul de vânzări sau costurile operaționale. Informația pentru măsuri este localizată în celule, iar acestea sunt intersecția unui membru cu fiecare dimensiune. 
Tipic, organizațiile creează cuburi diferite pentru tipuri de date diferite. Într-o astfel de structură, pe măsură ce numarul de dimensiuni crește în timp, numărul de celule crește exponențial. Pentru a menține eficiența și viteza cererilor OLAP, datele din cub sunt presumarizate in subtotaluri (agregații). Datele presumarizate sunt stocate în agregații, posibile la fiecare intersectie a unui nivel de dimensiune.